# Cordón Sikorsky
Cordón Sikorsky (in Argentinien Cordón Namuncura) ist ein Gebirgszug an der Orville-Küste des westantarktischen Ellsworthlands. Er ragt östlich der Latady Mountains und nordwestlich des Mount Austin am Westufer des Gardner Inlet auf.
Chilenische Wissenschaftler benannten ihn nach der Vought-Sikorsky OS2U Kingfisher Nr. 308 der Fuerza Aérea de Chile, die bei der 1. Chilenischen Antarktisexpedition (1946–1947) an Bord der Angamos mitgeführt wurde und mit der Leutnant Arturo Parodi Alister den ersten chilenischen Erkundungsflug in der Antarktis unternahm. Namensgeber der argentinischen Benennung ist offenbar der Mapuche Zefyrinus Namuncurá (1886–1905), ein Seliger der Don-Bosco-Familie.